# Feuillade
Pour les articles homonymes, voir Feuillade (homonymie).
Feuillade (Folhada en limousin, dialecte occitan) est une commune du Sud-Ouest de la France, située dans le département de la Charente (région Nouvelle-Aquitaine).
Ses habitants sont les Feuilladois et les Feuilladoises.

## Géographie

### Localisation et accès
Feuillade est une commune du pays d'Horte et Tardoire située 25 km à l'est d'Angoulême, limitrophe sur quelques centaines de mètres du département de la Dordogne (commune de Varaignes).
Située sur la route départementale 4 entre Angoulême et Nontron, elle est à 17 km de cette dernière. Elle est aussi à 2 km à l'est de Marthon, 7 km au sud de Montbron, chef-lieu de son canton, et 8 km au nord-ouest de Javerlhac.
Le bourg est implanté au croisement des routes départementales 4 et 163. La route départementale 111 traverse également la commune d'ouest au sud-est.

### Hameaux et lieux-dits
La commune compte quelques hameaux comme le Fraisse, chez le Moine, le Maine Gué au nord, la Mothe et chez Raby au sud-est, la Croix, le Coufour, le Grand Coutillas au sud, la Bergerie à l'ouest, ainsi que des fermes.
Le bourg n'est pas plus gros qu'un hameau.

### Communes limitrophes
| Marthon | Montbron  | Varaignes (Dordogne) |
| Grassac | Feuillade | Souffrignac          |
| Charras |           | Mainzac              |

### Géologie et relief
Le terrain communal est calcaire et date du Jurassique moyen (Bajocien au nord, à  Callovien au sud). Les flancs de la vallée du Bandiat sont recouverts par endroits par des colluvions, sables argileux, tandis que le fond est occupé par des alluvions (sable et galets) datant du quaternaire (Pléistocène). On peut aussi trouver sur les plateaux au sud de la commune de l'argile de décalcification à galets, datant du Tertiaire (Lac de Mareuil),,.
Une grande partie sud de la commune est occupée par un plateau d'une altitude moyenne de 145 m. Puis en remontant vers le nord, on trouve la vallée du Bandiat, assez large et peu pentue, qui coupe la commune d'est en ouest. Le relief s'élève sur la partie septentrionale de la commune.
Le point culminant est à une altitude de 201 m, situé sur la limite nord près de la route départementale 163. Le point le plus bas est à 102 m, situé en limite ouest, là où le Bandiat quitte la commune pour entrer sur celle de Marthon. Le bourg, construit sur la rive gauche du Bandiat et dans sa vallée, est à 105 m d'altitude.

### Hydrographie

#### Réseau hydrographique
La commune est située dans le bassin versant de la Charente au sein  du Bassin Adour-Garonne. Elle est drainée par le Bandiat et, qui constituent un réseau hydrographique de 6 km de longueur totale,.
Traversant la commune d'est en ouest en passant par le bourg, le Bandiat, affluent de la Tardoire, d'une longueur totale de 91,2 km, prend sa source en Haute-Vienne, dans la commune de La Chapelle-Montbrandeix, et se jette  dans la Tardoire à Agris, après avoir traversé 22 communes.
Compte tenu de la nature karstique du sol, aucun autre cours d'eau ne baigne la commune.

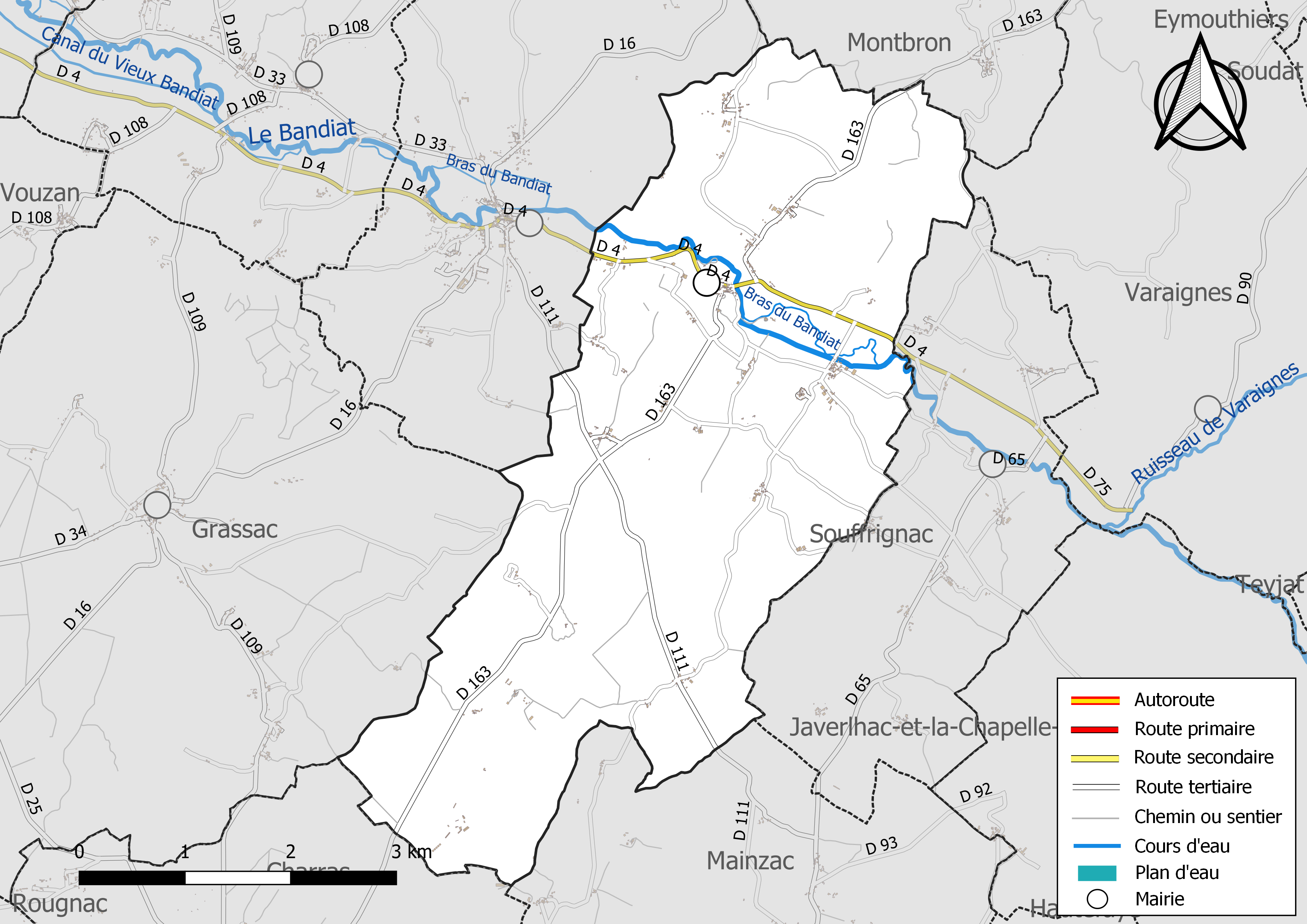
Réseaux hydrographique et routier de Feuillade.
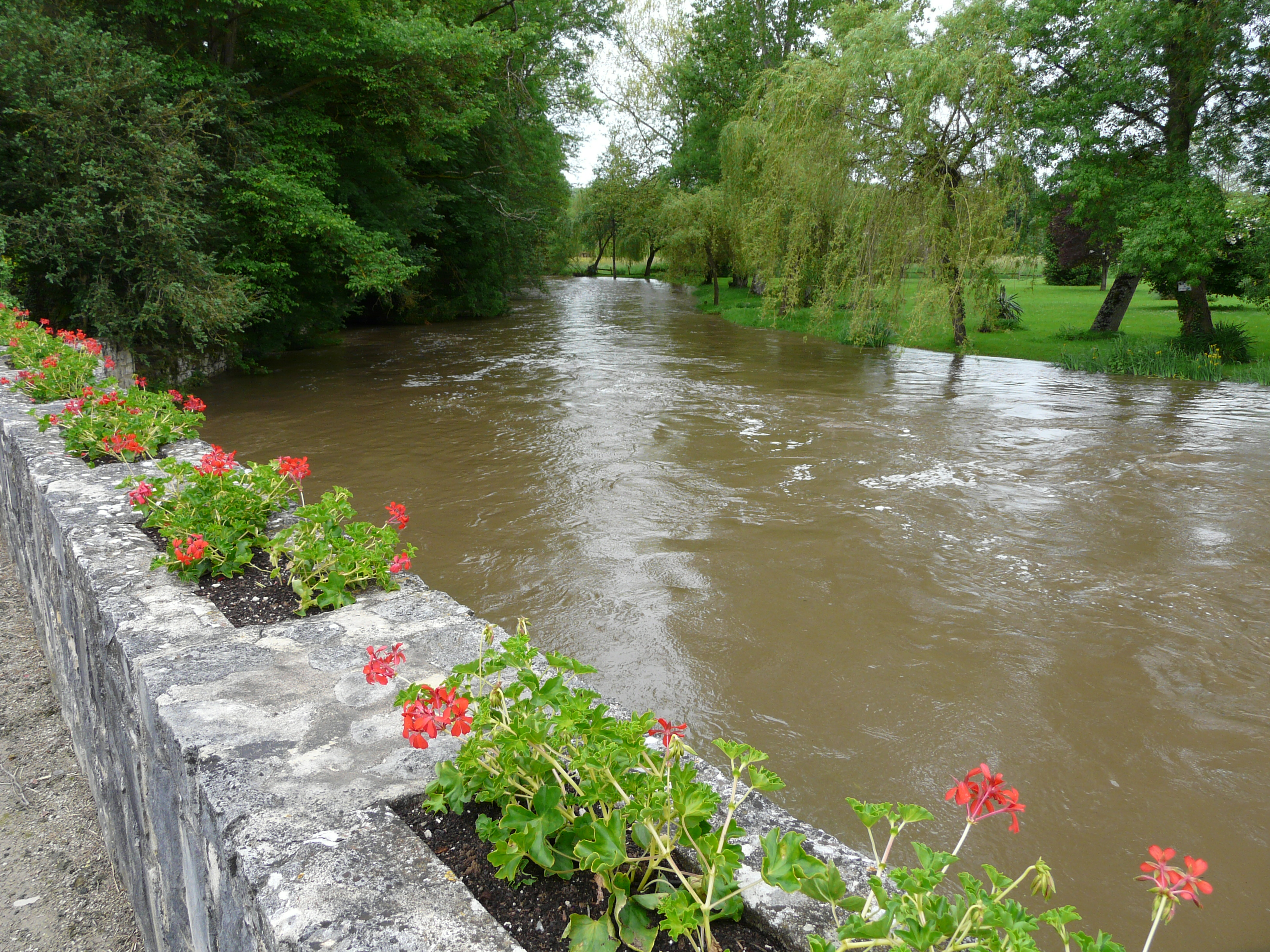
Le Bandiat au bourg de Feuillade.
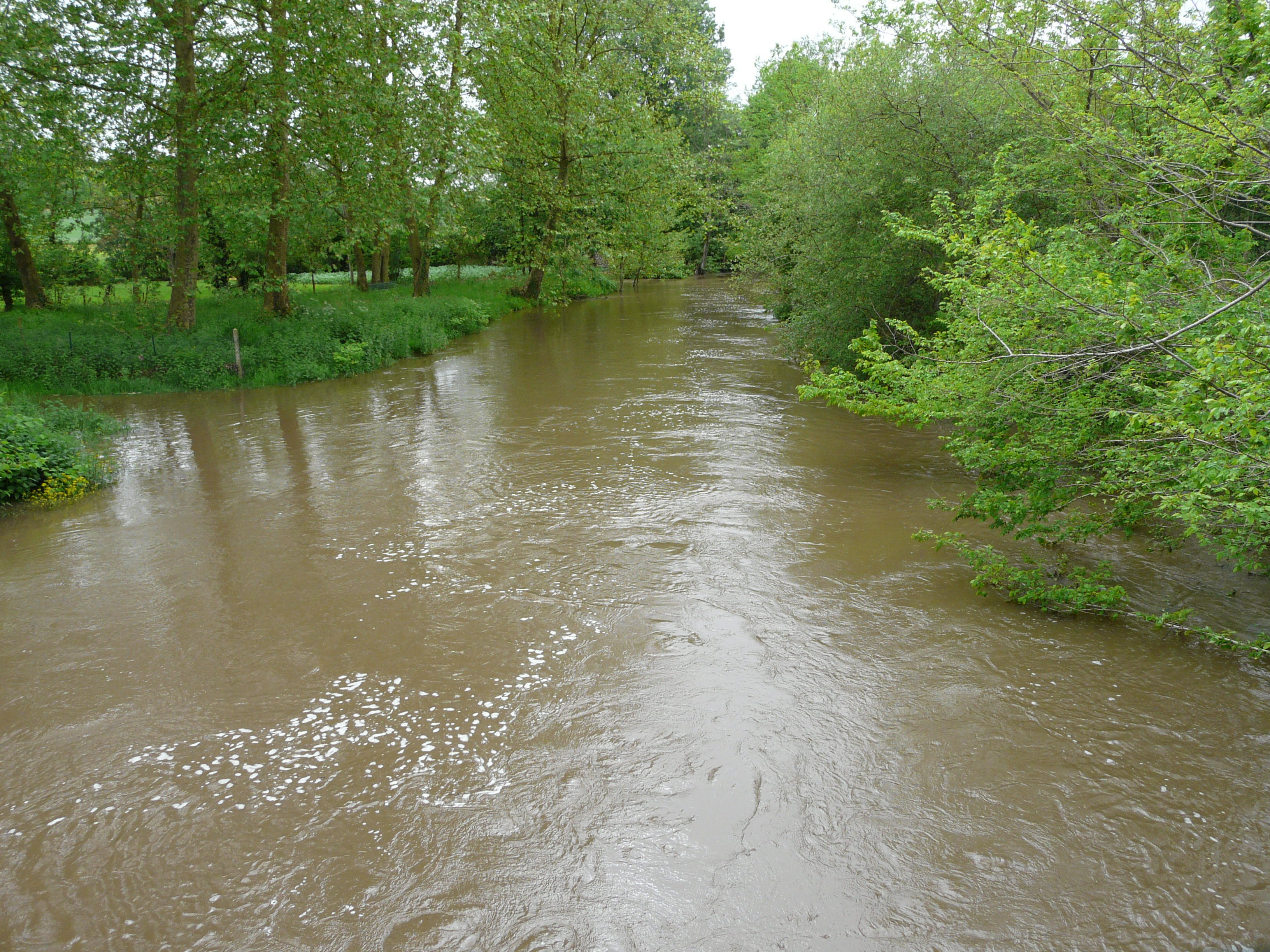
Le Bandiat au pont de la Mothe.

#### Gestion des eaux
Le territoire communal est couvert par le schéma d'aménagement et de gestion des eaux (SAGE) « Charente ». Ce document de planification, dont le territoire correspond au bassin de la Charente, d'une superficie de 9 300 km2, a été approuvé le 19 novembre 2019. La structure porteuse de l'élaboration et de la mise en œuvre est l'établissement public territorial de bassin Charente. Il définit sur son territoire les objectifs généraux d’utilisation, de mise en valeur et de protection quantitative et qualitative des ressources en eau superficielle et souterraine, en respect des objectifs de qualité définis dans le troisième SDAGE  du Bassin Adour-Garonne qui couvre la période 2022-2027, approuvé le 10 mars 2022.

### Climat
Comme dans les trois quarts sud et ouest du département, le climat est océanique aquitain.

## Urbanisme

### Typologie
Au 1er janvier 2024, Feuillade est catégorisée commune rurale à habitat très dispersé, selon la nouvelle grille communale de densité à 7 niveaux définie par l'Insee en 2022.
Elle est située hors unité urbaine. Par ailleurs la commune fait partie de l'aire d'attraction d'Angoulême, dont elle est une commune de la couronne,. Cette aire, qui regroupe 94 communes, est catégorisée dans les aires de 50 000 à moins de 200 000 habitants,.

### Occupation des sols
L'occupation des sols de la commune, telle qu'elle ressort de la base de données européenne d’occupation biophysique des sols Corine Land Cover (CLC), est marquée par l'importance des territoires agricoles (65,2 % en 2018), une proportion sensiblement équivalente à celle de 1990 (64,8 %). La répartition détaillée en 2018 est la suivante : 
terres arables (37,9 %), forêts (34,8 %), zones agricoles hétérogènes (23,8 %), prairies (3,5 %). L'évolution de l’occupation des sols de la commune et de ses infrastructures peut être observée sur les différentes représentations cartographiques du territoire : la carte de Cassini (XVIIIe siècle), la carte d'état-major (1820-1866) et les cartes ou photos aériennes de l'IGN pour la période actuelle (1950 à aujourd'hui).

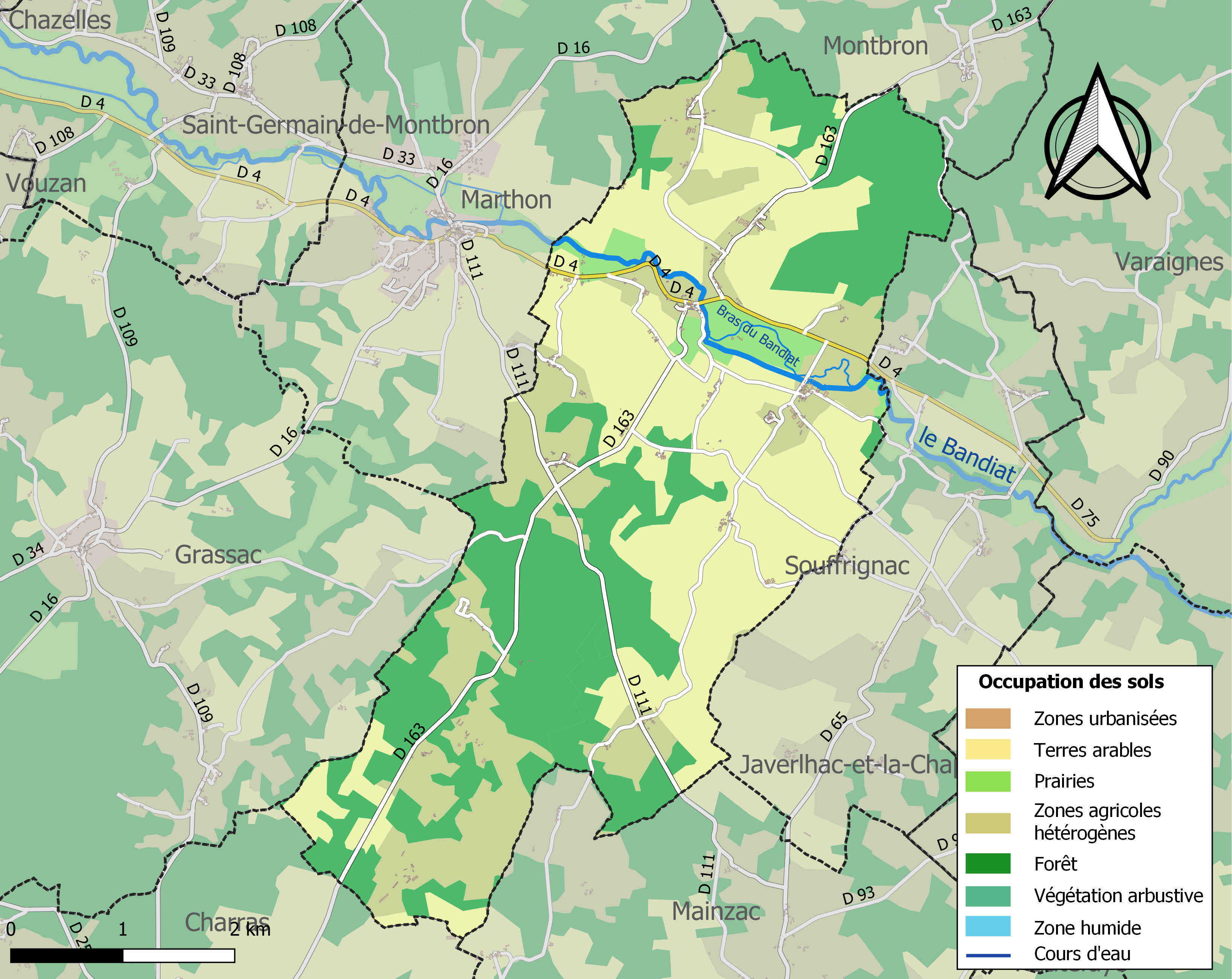
Carte des infrastructures et de l'occupation des sols de la commune en 2018 (CLC).

### Risques majeurs
Le territoire de la commune de Feuillade est vulnérable à différents aléas naturels : météorologiques (tempête, orage, neige, grand froid, canicule ou sécheresse), inondations, mouvements de terrains et séisme (sismicité faible). Un site publié par le BRGM permet d'évaluer simplement et rapidement les risques d'un bien localisé soit par son adresse soit par le numéro de sa parcelle.
Certaines parties du territoire communal sont susceptibles d’être affectées par le risque d’inondation par débordement de cours d'eau, notamment le Bandiat. La commune a été reconnue en état de catastrophe naturelle au titre des dommages causés par les inondations et coulées de boue survenues en 1982, 1983 et 1999,.

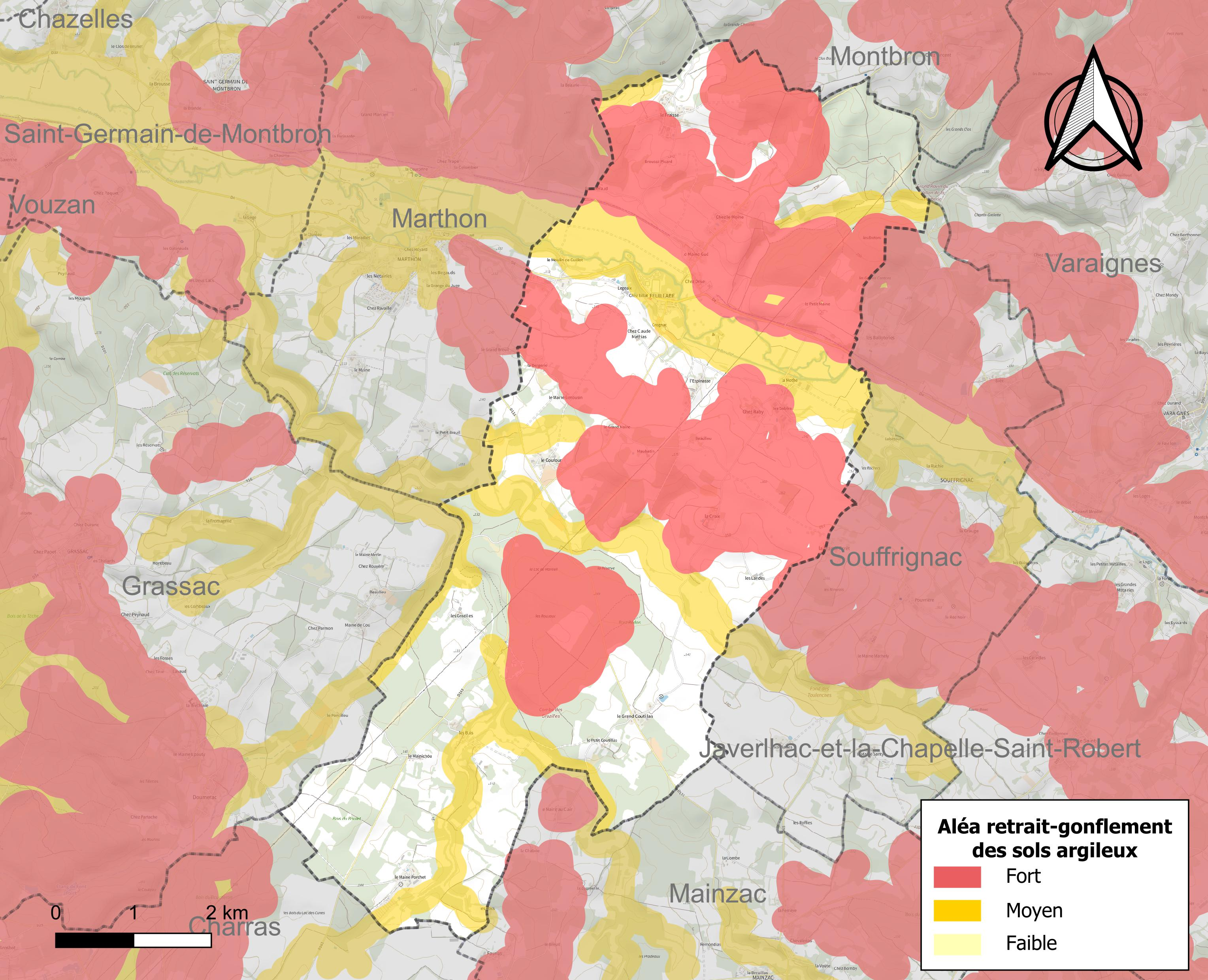
Carte des zones d'aléa retrait-gonflement des sols argileux de Feuillade.

Les mouvements de terrains susceptibles de se produire sur la commune sont des affaissements et effondrements liés aux cavités souterraines (hors mines). Par ailleurs, afin de mieux appréhender le risque d’affaissement de terrain, l'inventaire national des cavités souterraines permet de localiser celles situées sur la commune.
Le retrait-gonflement des sols argileux est susceptible d'engendrer des dommages importants aux bâtiments en cas d’alternance de périodes de sécheresse et de pluie. 62,6 % de la superficie communale est en aléa moyen ou fort (67,4 % au niveau départemental et 48,5 % au niveau national). Sur les 181 bâtiments dénombrés sur la commune en 2019,  131 sont en aléa moyen ou fort, soit 72 %, à comparer aux 81 % au niveau départemental et 54 % au niveau national. Une cartographie de l'exposition du territoire national au retrait gonflement des sols argileux est disponible sur le site du BRGM,.
Par ailleurs, afin de mieux appréhender le risque d’affaissement de terrain, l'inventaire national des cavités souterraines permet de localiser celles situées sur la commune.
Concernant les mouvements de terrains, la commune a été reconnue en état de catastrophe naturelle au titre des dommages causés par la sécheresse en 2011 et par des mouvements de terrain en 1999.

## Toponymie
Les formes anciennes sont Foliata au XIIIe siècle, Folhada de Bandeaco en 1200, Folhada en 1285.
L'origine du nom de Feuillade provient du bas latin folia, feuille, avec le suffixe -ata, signifiant « feuillue » ou « fourré » et passé en occitan,,.
Sur la planète Mars, en février 2021, l'une des cibles d'analyses poussées effectuées sur un affleurement rocheux par l'astromobile Curiosity de la NASA, est baptisée d'après la commune, bien qu'avec une erreur de transcription : « Feiullade ».

### Langues
La commune est dans la partie occitane de la Charente qui en occupe le tiers oriental, et le dialecte est limousin. Elle se nomme Folhada en occitan.

## Histoire
Avant la création du département de la Charente, la paroisse de Feuillade, bien que faisant partie du diocèse d'Angoulême, appartenait pour la plus grande partie à la province du Périgord.
Au Moyen Âge, Feuillade était le siège d'un fief important, qui dépendait en partie de l'évêché d'Angoulême, de la baronnie de Marthon et des comtes du Périgord. Ces dernières vassalités furent sources de nombreux procès.
Aux XIIIe et XIVe siècles, Feuillade changea fréquemment de propriétaires. D'abord possédé par Guillaume Robert, baron de Marthon, il passa par alliance à la famille de Villebois. Puis par un traité de 1365, le fief passa à Émery et Ythier de Saint-Laurent, et il resta à cette famille jusqu'au XVIIIe siècle. François de Saint-Laurent étant mort sans héritier direct, le fief de Feuillade revint à son gendre, Bernard Texier, marquis de Javerlhac, jusqu'à la Révolution. Il ne reste plus aucun vestige du château de Feuillade.
Le château de Belleville, situé près de l'église, était le siège d'une autre seigneurie relevant de l'évêché d'Angoulême et appartenant à la famille Vigier, d'Angoumois. En 1514, Jean Hélie de Colonges, le fortuné prieur de Bussière-Badil l'acquit et eut l'autorisation royale d'y construire une maison. Entre les XVIIe et XIXe siècles, le château passa par alliance aux de Roffignac, puissante famille du Limousin. À la fin du XIXe siècle, Belleville était possédé par la famille Lévy, puis par les de Roussel de Préville au XXe siècle,.
Un peu plus en amont, le château de la Mothe (autrefois orthographié la Motte) appartenait aussi aux Vigier. Il passa par alliance aux Saint-Laurent, puis presque immédiatement au marquis de Javerlhac, Bernard Texier. La Petite Mothe, logis du XVIe siècle, était le lieu de résidence de ce marquis. Il fut vendu en 1795 aux Guyot, puis passa par mariage au siècle suivant aux Hériard, qui le possédèrent jusqu'au XXe siècle.
La Mothe fut le siège d'une importante forge, mue par le Bandiat et alimentée par le minerai de fer trouvable en surface alentour, et le bois des environs. Ce haut fourneau, construit au XVe ou XVIe siècle, a produit de la fonte mais aussi fabriqué des canons aux XVIIe et XVIIIe siècles. Il a cessé de fonctionner en 1890.
D'autres forges existaient dans les paroisses alentour (Javerlhac, Souffrignac...).
Au XVIIIe siècle, le moulin de Guillot, situé en aval du bourg, était un lieu de collecte et d'expédition du minerai, fonte et canons par charrois vers la fonderie de Ruelle.
Pendant la première moitié du XXe siècle, la ligne d'Angoulême à Nontron traversait la commune. Feuillade n'y possédait pas de gare, celle de Marthon étant proche.

## Politique et administration

### Liste des maires

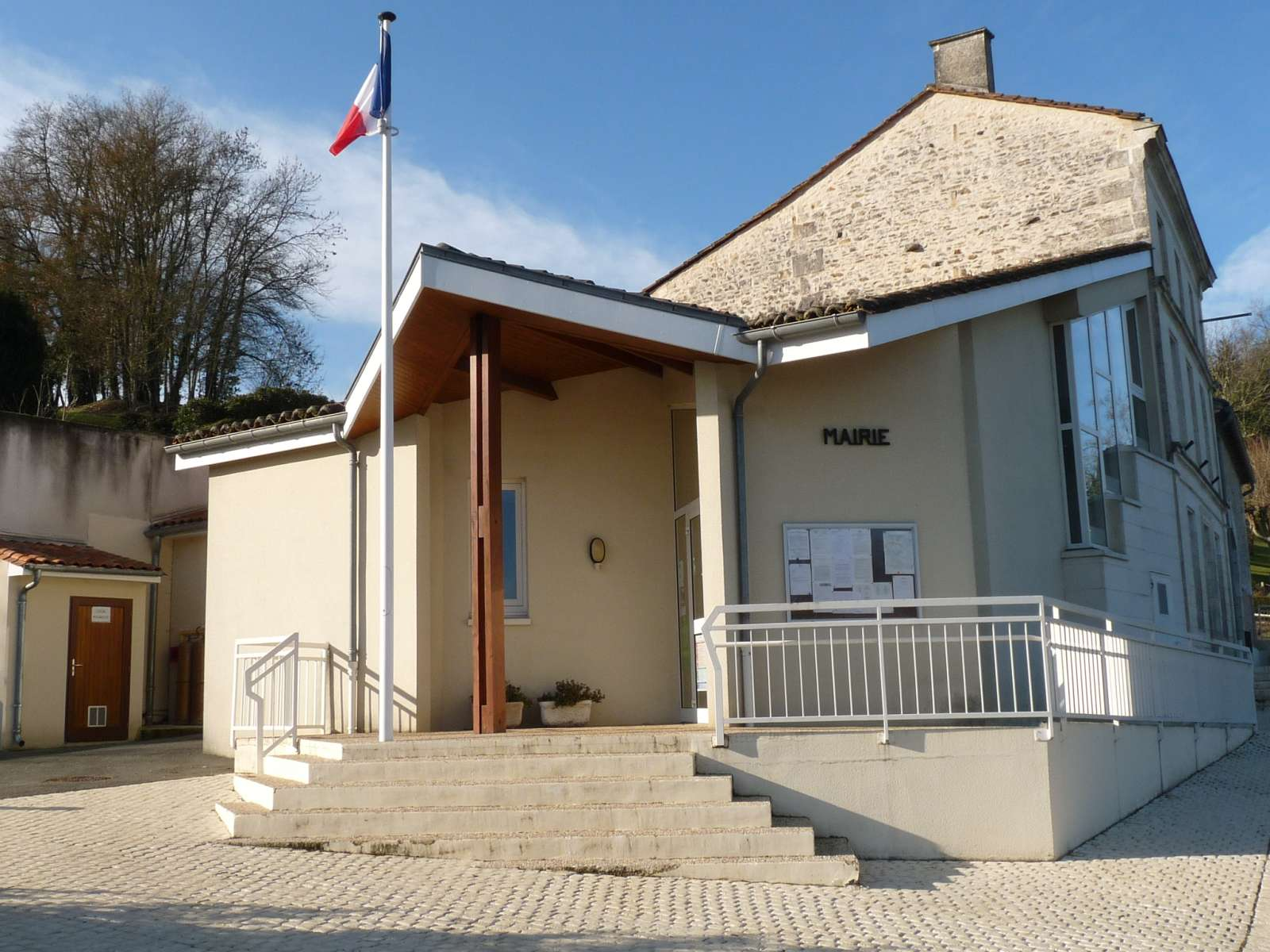
La mairie.

| Période                                  | Période  | Identité                          | Étiquette | Qualité             |
| ---------------------------------------- | -------- | --------------------------------- | --------- | ------------------- |
| 1849                                     | 1854     | Pierre Jolivet                    | -         | -                   |
| 1854                                     | 1858     | Saint-Marc Marvaud                | -         | -                   |
| 1858                                     | 1863     | Pierre Eugène Blanchon            | -         | -                   |
| 1863                                     | 1871     | Claude Jacques Gaudrain Desouches | -         | -                   |
| 1871                                     | 1872     | Jean Jolivet                      | -         | -                   |
| 1872                                     | 1884     | Pierre Andrieux                   | -         | -                   |
| 1884                                     | 1892     | François Clément Hériard          | -         | -                   |
| 1892                                     | 1908     | Joseph Kotniski                   | -         | -                   |
| 1908                                     | 1919     | François Mazerat                  | -         | -                   |
| 1919                                     | 1922     | Pierre Bussac                     | -         | Cultivateur         |
| 1922                                     | 1934     | François Penichou                 | -         | -                   |
| 1934                                     | 1945     | Pierre Bussac                     | -         | Cultivateur         |
| 1945                                     | 1959     | Émile Bontemps                    | -         | Retraité des impôts |
| 1959                                     | 1983     | Aimé Bussac                       | -         | Agriculteur         |
| 1983                                     | 1995     | Jean Cauet                        | -         | Retraité de l'armée |
| 1995                                     | 2004     | Daniel Mazière                    | -         | Agent d'assurance   |
| 2004                                     | 2008     | René Lagarde                      | -         | Agriculteur         |
| 2008                                     | en cours | Michel Delage                     | SE        | Agriculteur         |
| Les données manquantes sont à compléter. |          |                                   |           |                     |

### Politique environnementale
Dans son palmarès 2024, le Conseil national de villes et villages fleuris de France a attribué une fleur à la commune.

## Démographie

### Évolution démographique
L'évolution du nombre d'habitants est connue à travers les recensements de la population effectués dans la commune depuis 1793. Pour les communes de moins de 10 000 habitants, une enquête de recensement portant sur toute la population est réalisée tous les cinq ans, les populations de référence des années intermédiaires étant quant à elles estimées par interpolation ou extrapolation. Pour la commune, le premier recensement exhaustif entrant dans le cadre du nouveau dispositif a été réalisé en 2006.

En 2022, la commune comptait 284 habitants, en évolution de −7,19 % par rapport à 2016 (Charente : −0,48 %, France hors Mayotte : +2,11 %).
| 1793 | 1800 | 1806 | 1821  | 1831 | 1841 | 1846 | 1851 | 1856 |
| ---- | ---- | ---- | ----- | ---- | ---- | ---- | ---- | ---- |
| 774  | 586  | 707  | 1 012 | 870  | 830  | 931  | 945  | 908  |

| 1861 | 1866 | 1872 | 1876 | 1881 | 1886 | 1891 | 1896 | 1901 |
| ---- | ---- | ---- | ---- | ---- | ---- | ---- | ---- | ---- |
| 846  | 767  | 720  | 723  | 742  | 719  | 657  | 599  | 595  |

| 1906 | 1911 | 1921 | 1926 | 1931 | 1936 | 1946 | 1954 | 1962 |
| ---- | ---- | ---- | ---- | ---- | ---- | ---- | ---- | ---- |
| 556  | 536  | 466  | 515  | 485  | 468  | 444  | 418  | 375  |

| 1968 | 1975 | 1982 | 1990 | 1999 | 2006 | 2011 | 2016 | 2021 |
| ---- | ---- | ---- | ---- | ---- | ---- | ---- | ---- | ---- |
| 361  | 361  | 355  | 330  | 315  | 313  | 305  | 306  | 293  |

| 2022 | - | - | - | - | - | - | - | - |
| ---- | - | - | - | - | - | - | - | - |
| 284  | - | - | - | - | - | - | - | - |

### Pyramide des âges
La population de la commune est relativement âgée.
En 2018, le taux de personnes d'un âge inférieur à 30 ans s'élève à 27,3 %, soit en dessous de la moyenne départementale (30,2 %). À l'inverse, le taux de personnes d'âge supérieur à 60 ans est de 36,7 % la même année, alors qu'il est de 32,3 % au niveau départemental.
En 2018, la commune comptait 165 hommes pour 145 femmes, soit un taux de 53,23 % d'hommes, largement supérieur au taux départemental (48,41 %).
Les pyramides des âges de la commune et du département s'établissent comme suit.
| Hommes | Classe d’âge | Femmes |
| ------ | ------------ | ------ |
| 2,5    | 90 ou +      | 0,7    |
| 9,2    | 75-89 ans    | 11,2   |
| 24,0   | 60-74 ans    | 25,9   |
| 24,6   | 45-59 ans    | 23,8   |
| 11,7   | 30-44 ans    | 11,8   |
| 11,0   | 15-29 ans    | 11,9   |
| 17,1   | 0-14 ans     | 14,6   |

| Hommes | Classe d’âge | Femmes |
| ------ | ------------ | ------ |
| 1      | 90 ou +      | 2,7    |
| 9,2    | 75-89 ans    | 12     |
| 20,6   | 60-74 ans    | 21,3   |
| 20,7   | 45-59 ans    | 20,3   |
| 16,8   | 30-44 ans    | 16     |
| 15,6   | 15-29 ans    | 13,4   |
| 16,1   | 0-14 ans     | 14,3   |

## Économie
Au recensement de 1999, la population active totale (actifs  + chômeurs) de Feuillade s'élève à 146 personnes. Le taux d'activité entre 20 et 59 ans y est de 87 %, ce qui place la commune au-dessus  de la moyenne nationale (82,2 %). On y dénombre 14 chômeurs (9,6 % des actifs, taux inférieur à la moyenne nationale 12,9 %). En tout et pour tout, la population comprend 46,5 % d'actifs, 24,2 % de retraités, 18,8 % de jeunes scolarisés et 10,5 % d'autres personnes sans activité.
Par rapport aux moyennes nationales, le pourcentage de retraités y est plus important (24,2 % contre 18,2 %) et le pourcentage de jeunes scolarisés y est à l'inverse, sensiblement inférieur (18,8 % contre 25 %).
En 2006, la population active totale représente 142 personnes, soit 45,4 % de la population. Le nombre de chômeurs s'est abaissé (11) et le taux de chômage de la population active s'établit à 7,7 %.

### Agriculture
La commune était en 2007 parmi les plus laitières de la Charente[réf. nécessaire], en 2013 la moitié des élevages laitiers se sont reconvertis aux grandes cultures, en particulier les céréales.
La viticulture occupe actuellement une minuscule partie de l'activité agricole. La commune est située dans les Bons Bois, dans la zone d'appellation d'origine contrôlée du cognac.

## Équipements, services et vie locale

### Enseignement
Feuillade n'a plus d'école depuis 2012. Elle était un RPI avec Saint-Germain-de-Montbron, avec pour chaque commune une école élémentaire. La compétence scolaire étant de la communauté de communes Seuil Charente-Périgord, les écoles ont rejoint Marthon.

## Lieux et monuments

### Patrimoine religieux
- Église romane Saint-Pierre, du XIe siècle, classée monument historique depuis 1907[45]. L'intérieur est en cours de restauration en 2009.

L'église Saint-Pierre
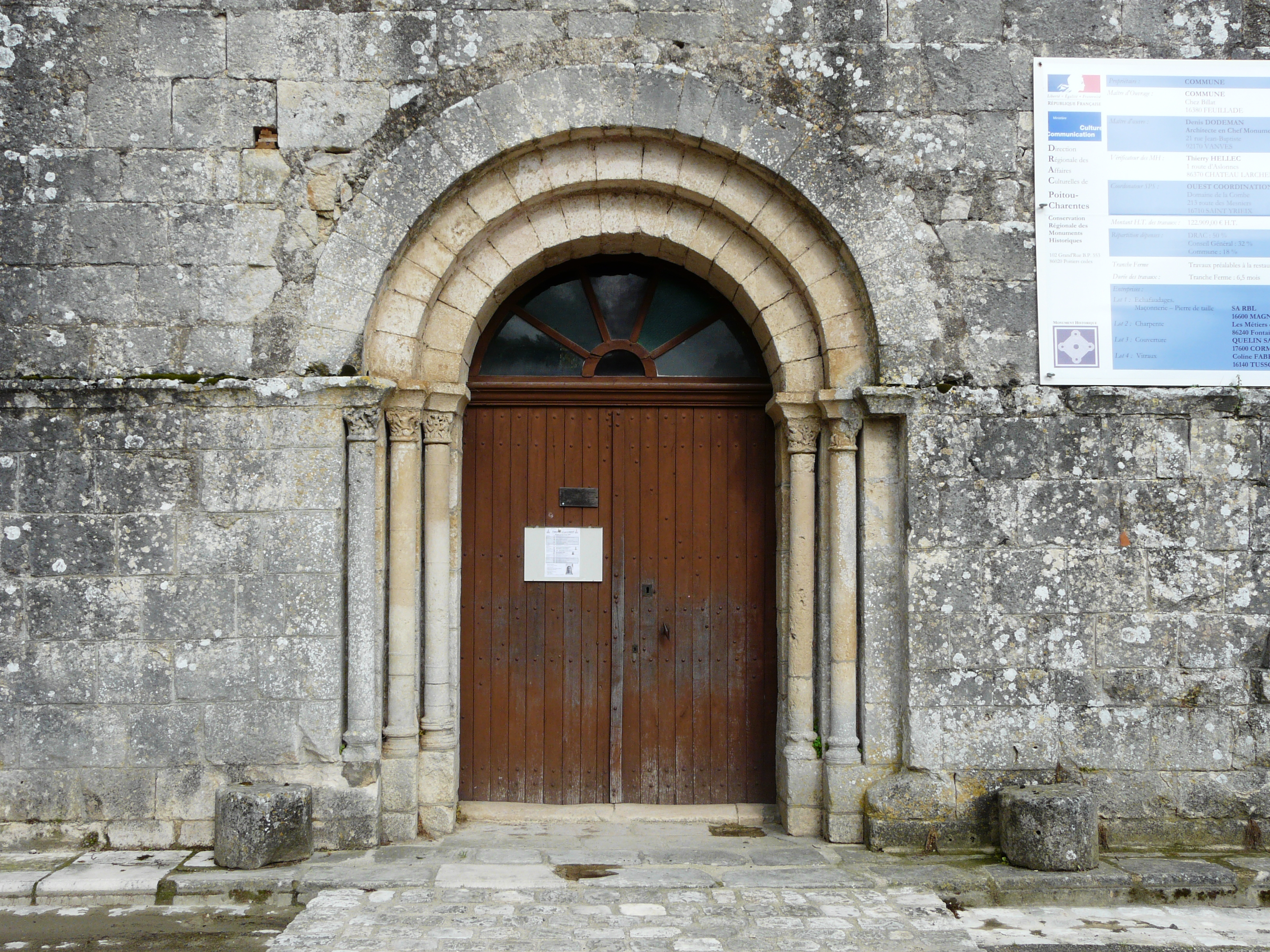
Le portail.
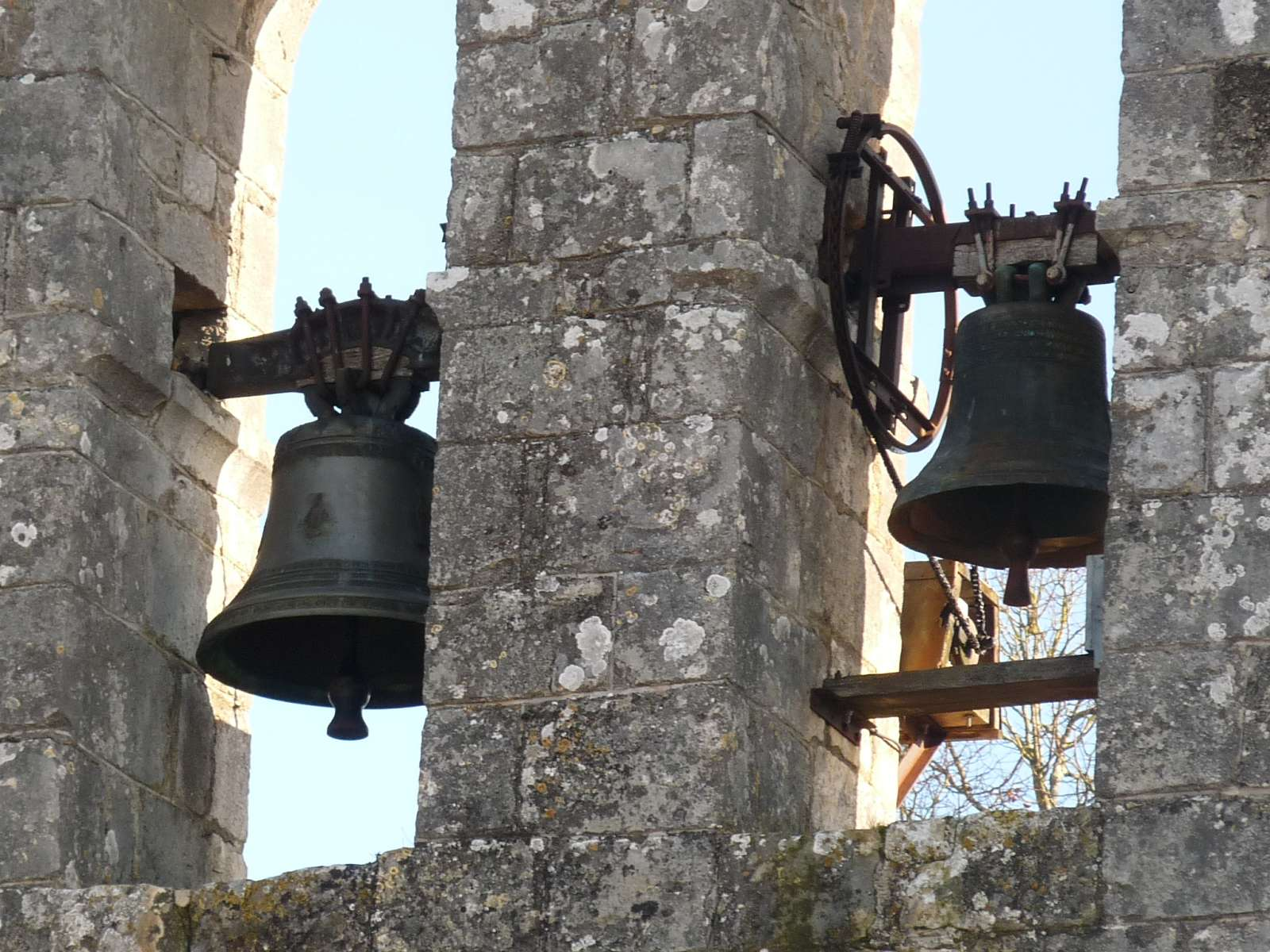
Les cloches.
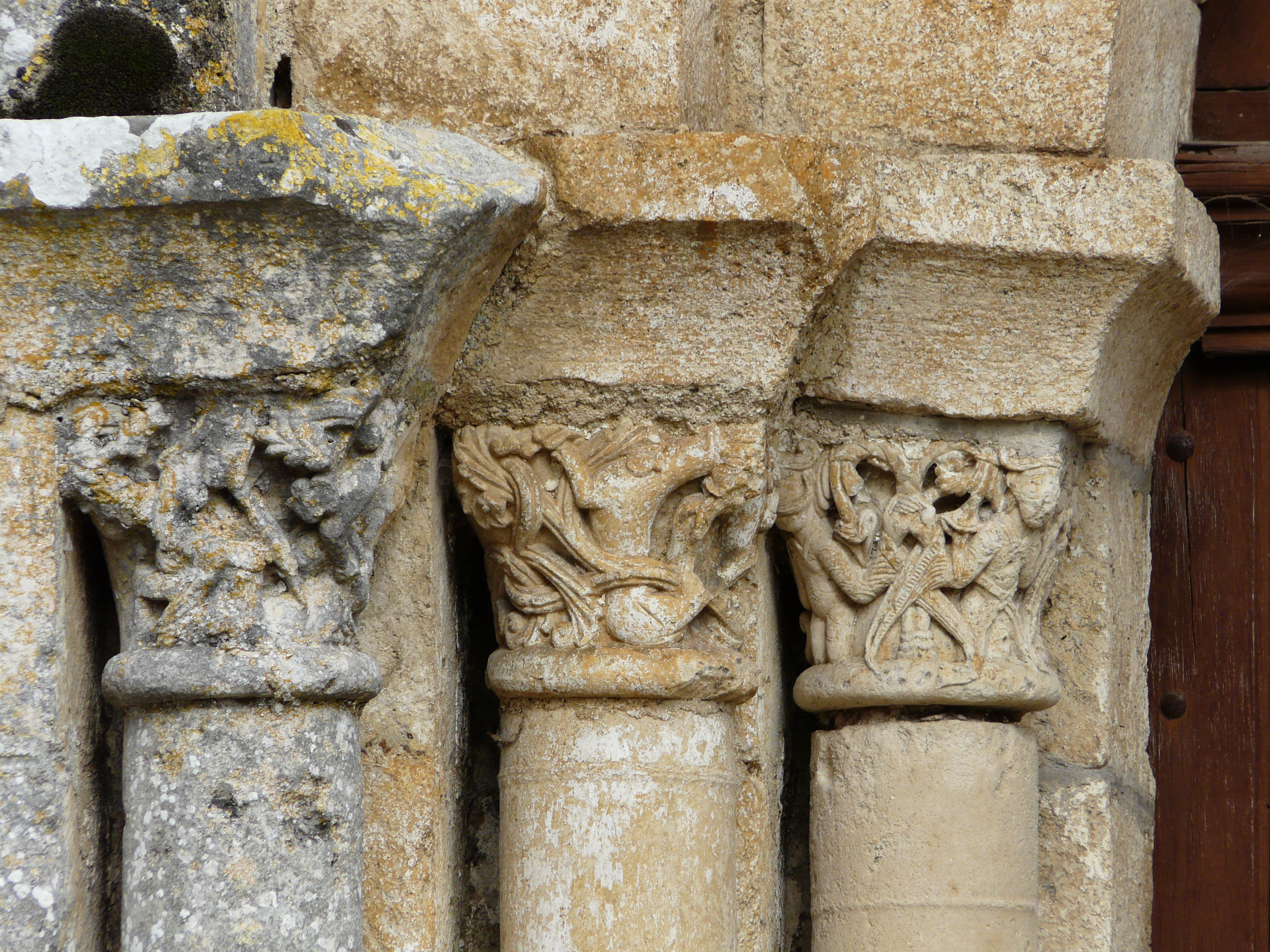
Chapiteaux du portail.
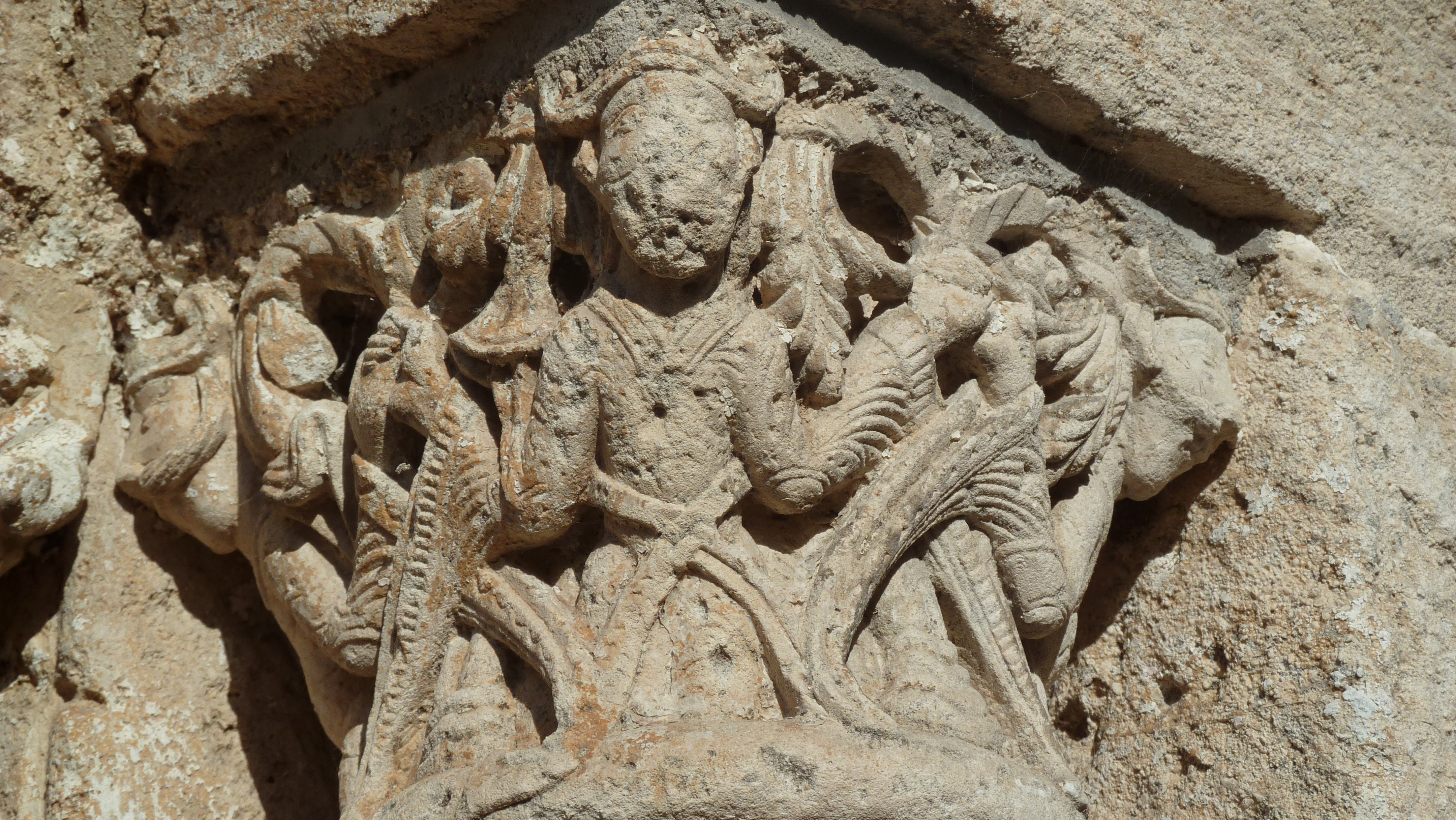
Détail d'un chapiteau.
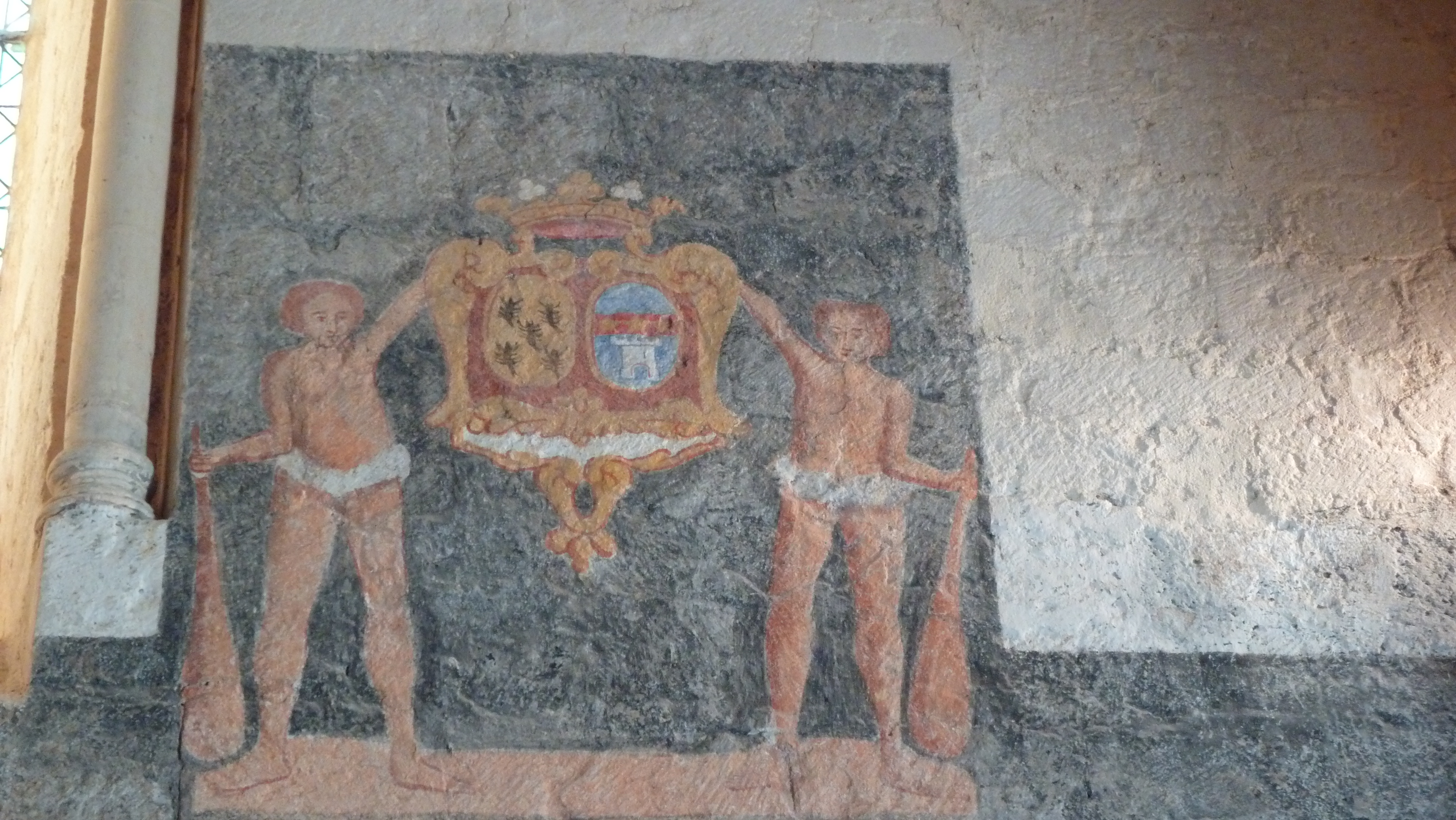
Peinture murale d'un blason à l'intérieur.

### Patrimoine civil
- Château de Belleville, propriété privée.
- Château de la Petite Mothe et son pigeonnier, propriétés privées.
- Forge de la Mothe, XVe et XVIe siècles, où furent fabriqués des canons de marine et de la fonte pour la fonderie de Ruelle, propriété privée[46].
- Le logis de Feuillade, situé au centre du bourg, appartenait aux Saint-Laurent entre 1365 et le début du XVIIIe siècle où il passe aux Texier de Javerlhac. Cet hôtel noble est encore cité dans un hommage de 1672[47].

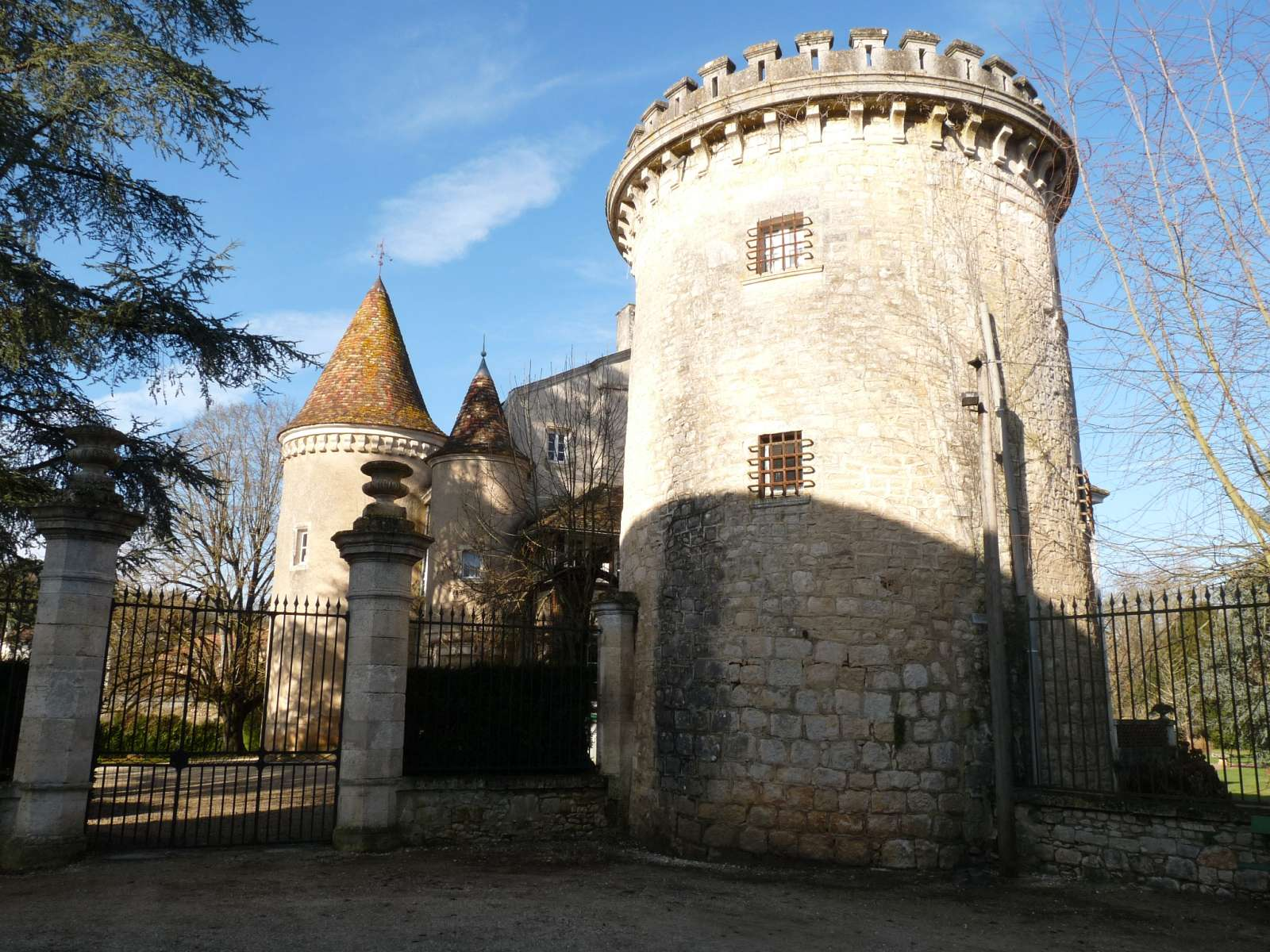
Le château de Belleville (tour).
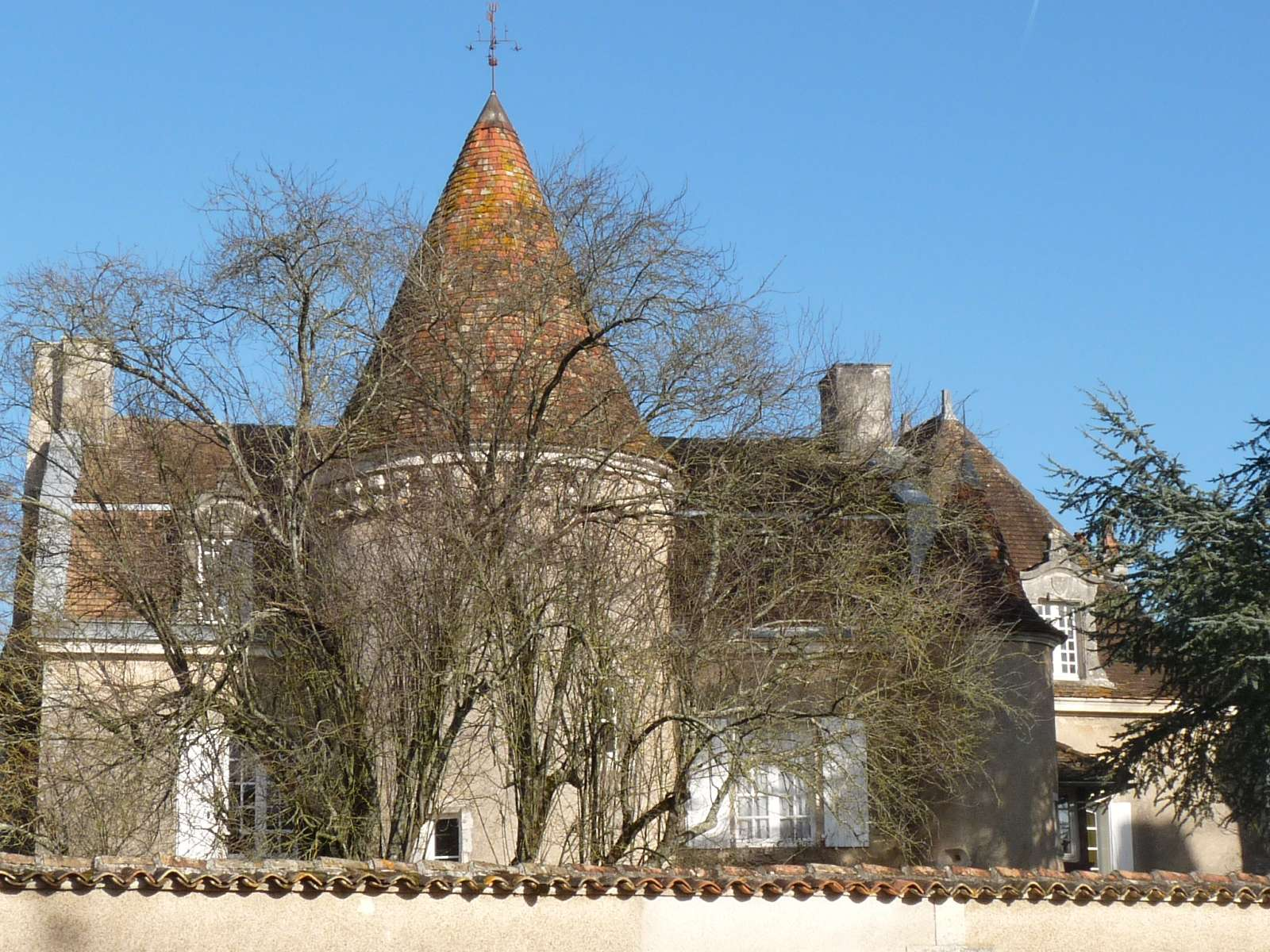
Le château de Belleville.
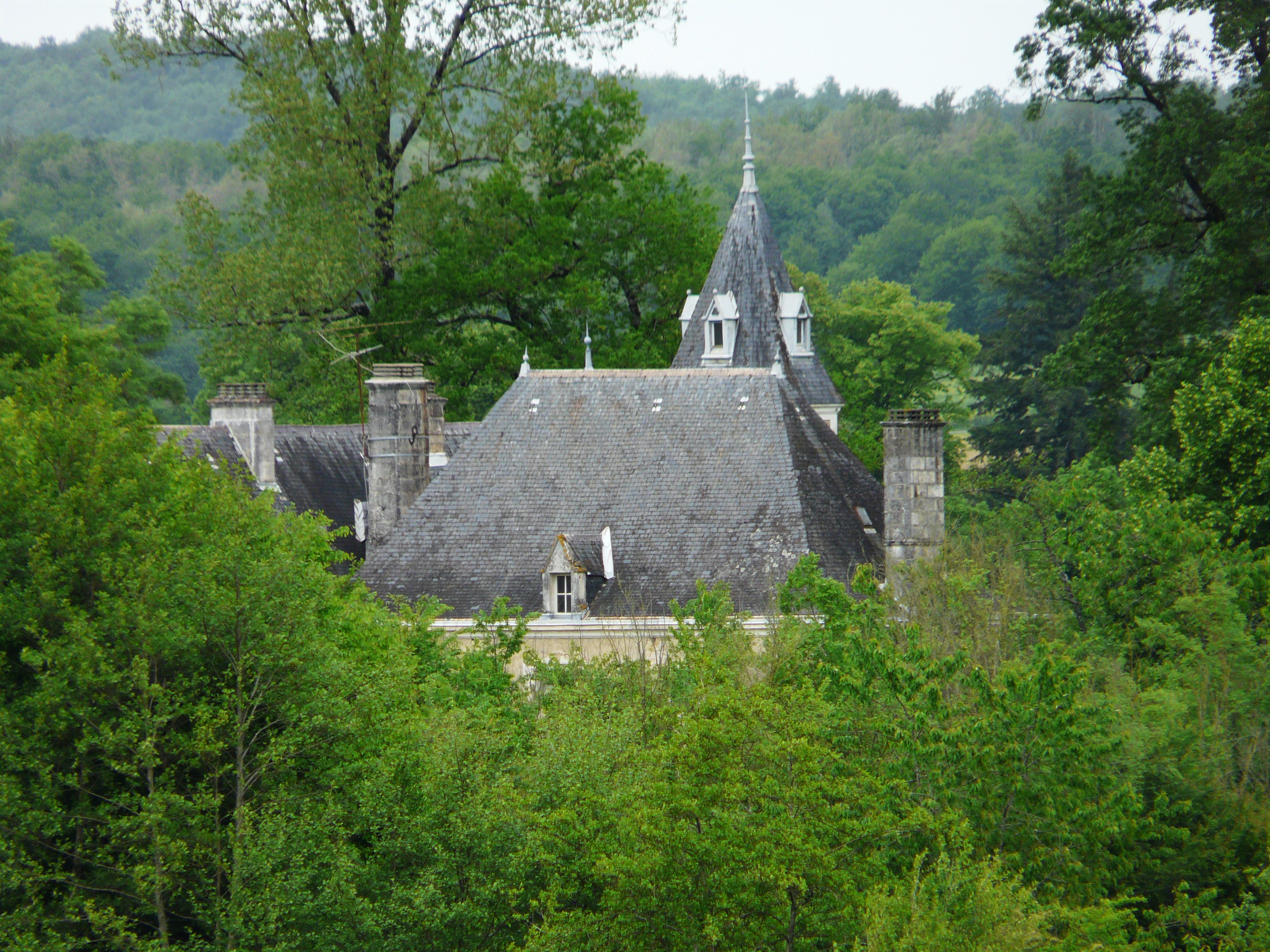
Le château de la petite Mothe.
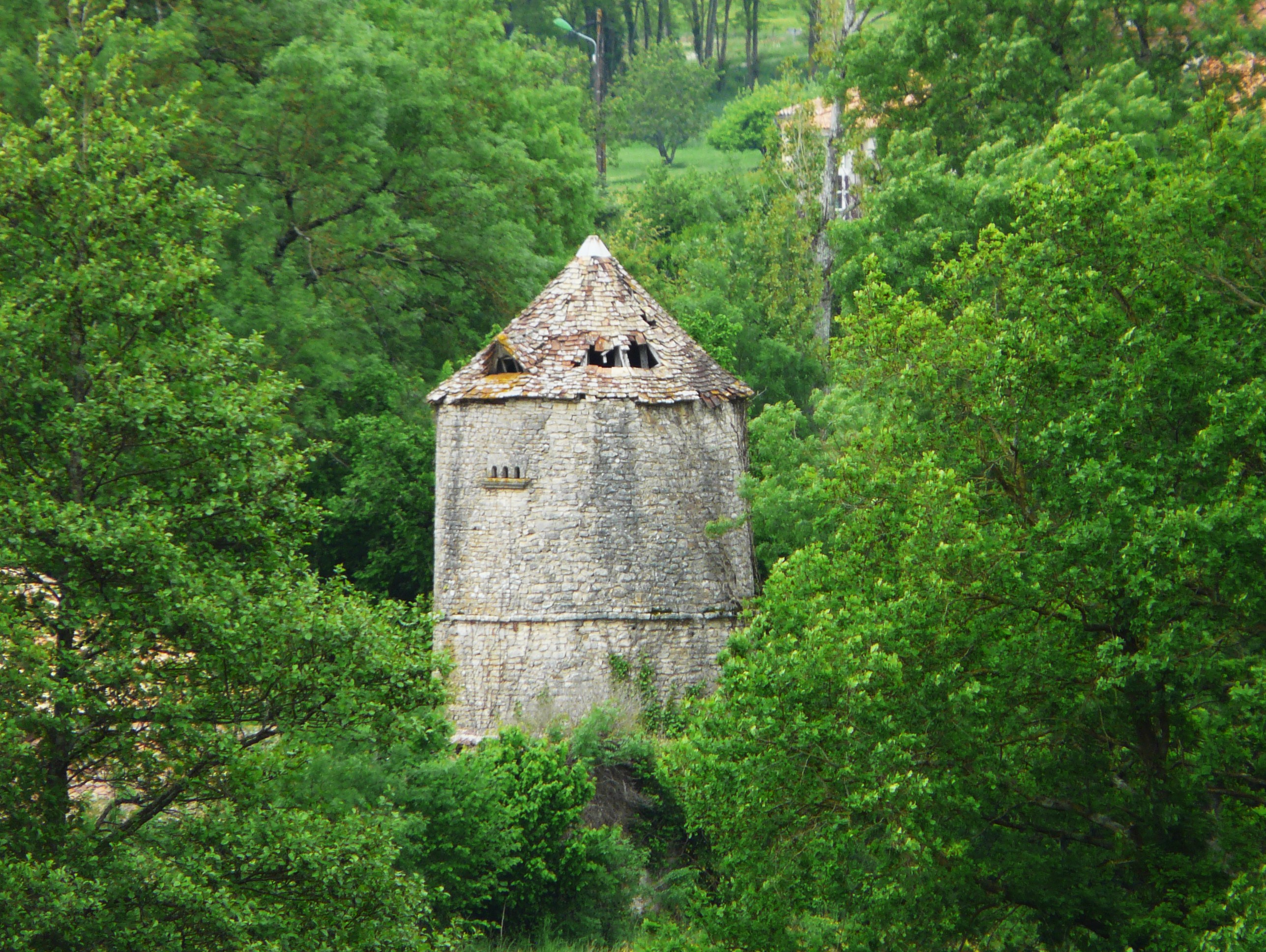
Le pigeonnier de la petite Mothe.
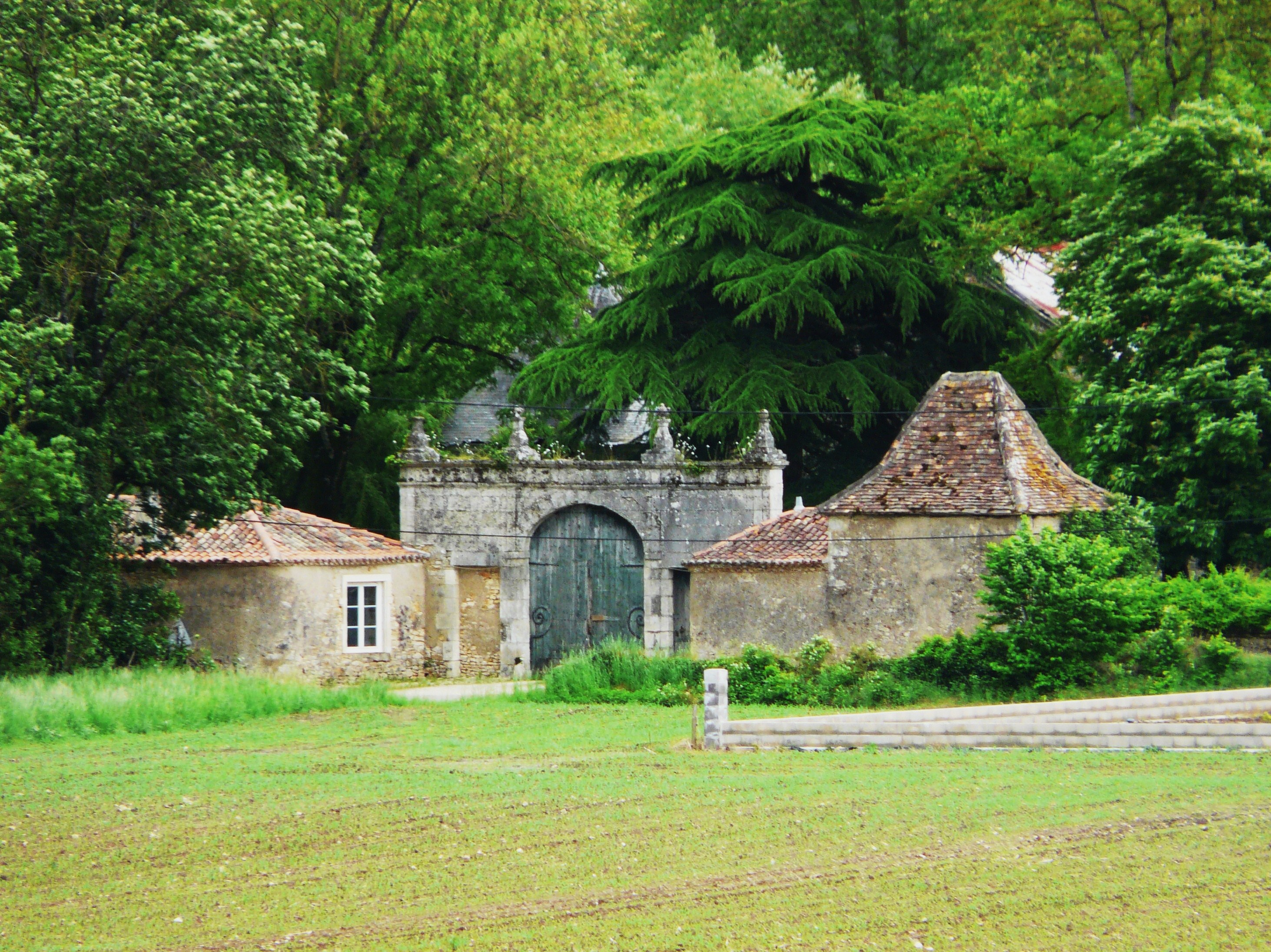
L'entrée de la forge de la Mothe.
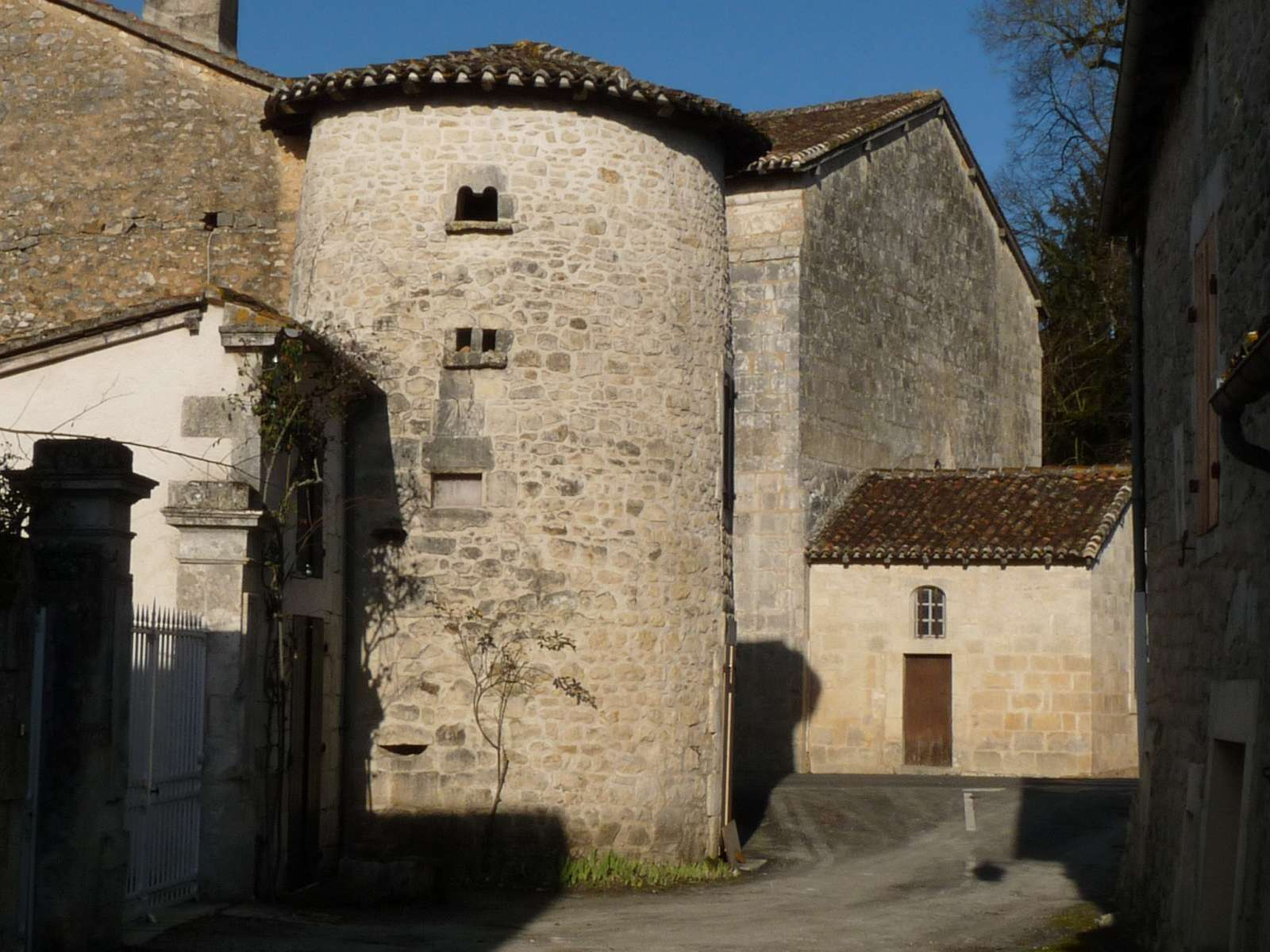
Logis de Feuillade.

## Évènements
Zone libre, film de Christophe Malavoy réalisé en 2005 et sorti en 2007, a été tourné en partie aux écoles de Feuillade et quelques élèves de l'époque ont été figurants.